# 六本木ヒルズアリーナ

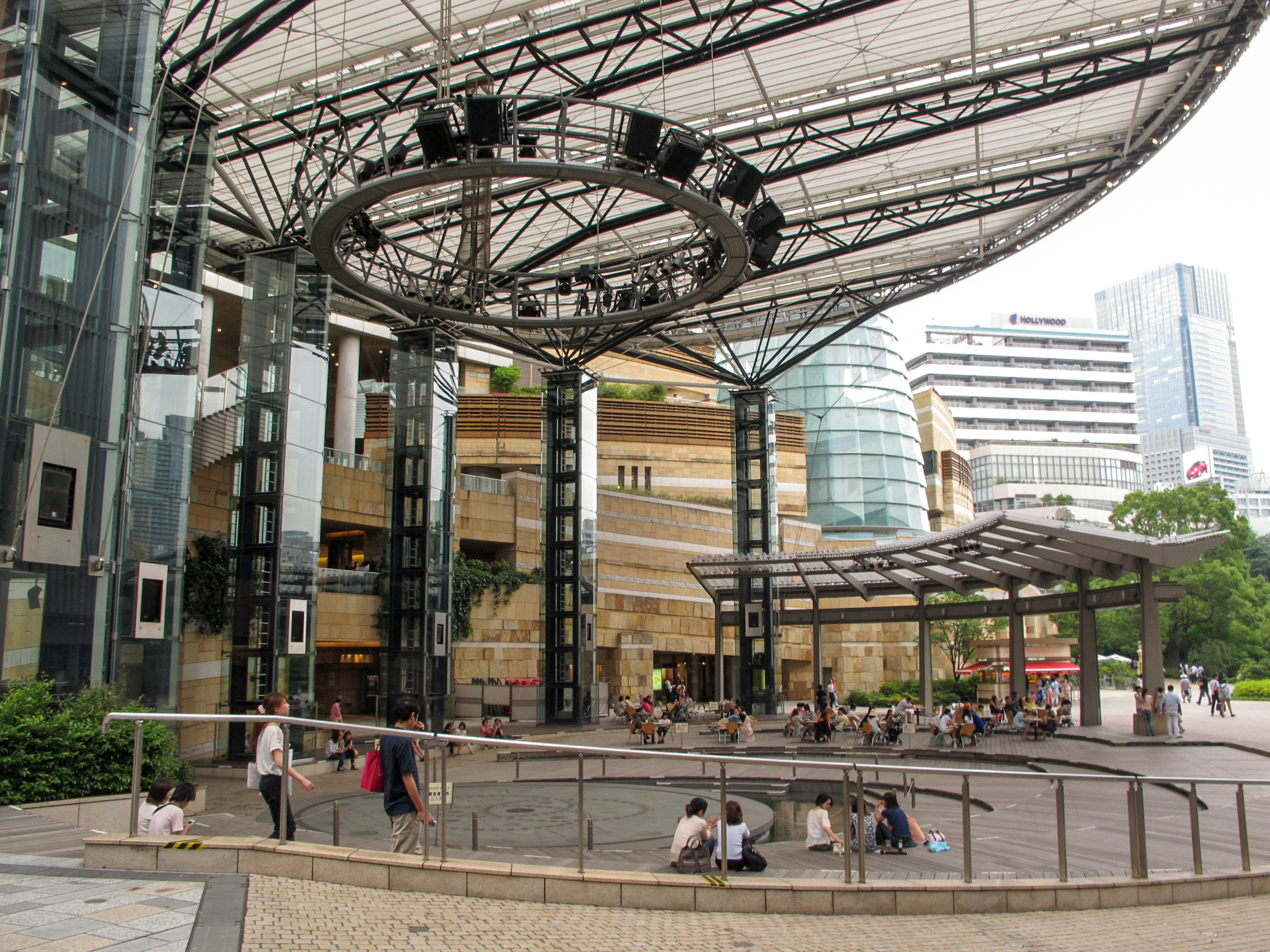
六本木ヒルズアリーナ

六本木ヒルズアリーナ （ろっぽんぎヒルズアリーナ/Roppongi Hills Arena）は、東京都港区六本木6丁目に所在する六本木ヒルズに存在する屋外型イベントスペースである。

## 概要
六本木ヒルズの中央に位置する。屋根が開閉式となっており、円形ステージでのライブイベントから広場全体を使ったパフォーマンスまで、多彩な展開が可能となっている。コンセプトは「新しい都市の広場」である。

### 施設情報
収容人数：着席 約500人、スタンディング 約1,000人
面積：1,120m²
アリーナ楕円サイズ：48m×30m

## 主な施設
- 毛利庭園
- フロアガイド ヒルサイドB2F
- おやこ休憩室

## 開催イベント
- 六本木アイドルフェスティバル （2010年 - ）
- テレビ朝日・六本木ヒルズ 夏祭り SUMMER STATION （2014年 - ）
- M-1グランプリ 敗者復活戦（2015年 - 2022年）
- 第74回全日本フェンシング選手権大会 個人戦決勝戦（2021年11月6日）[1]

## アクセス

### 電車
- 東京メトロ 日比谷線「六本木駅」1C出口 徒歩0分（コンコースにて直結）
- 都営地下鉄 大江戸線「六本木駅」3出口 徒歩4分
- 都営地下鉄 大江戸線「麻布十番駅」7出口 徒歩5分

### 自動車
- 首都高速「渋谷」「霞が関」「飯倉」「芝公園」出口より10分
- 首都高速「外苑」出口より15分